# 费内罗勒
费内罗勒（法語：Féneyrols，法語發音：[feneʁɔl]）是法国奥克西塔尼大区塔恩-加龙省的一个市镇，属于蒙托邦区。

## 地理
费内罗勒（44°7'50"N, 1°49'11"E）面积14.88 平方千米，位于法国奧克西塔尼大區塔恩-加龙省，该省份为法国西南部内陆省份，北起顺时针与洛特省、阿韦龙省、塔恩省、上加龙省、热尔省和洛特-加龙省接壤。
与费内罗勒接壤的市镇（或旧市镇、城区）包括：米亚尔、蒙特罗谢、鲁赛罗勒、圣米歇尔德瓦、埃斯皮纳、圣安托南-诺布勒瓦勒、瓦朗、韦尔费伊。

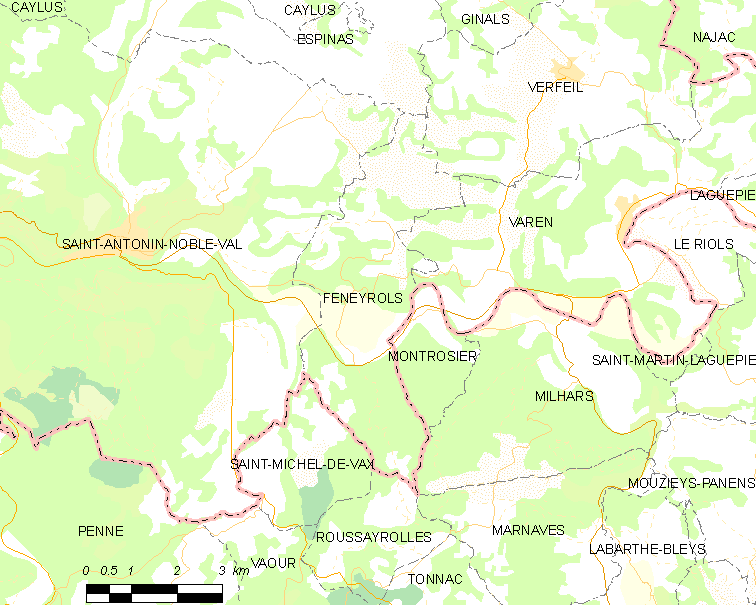
费内罗勒的OSM定位图

费内罗勒的时区为UTC+01:00、UTC+02:00（夏令时）。

## 行政
费内罗勒的邮政编码为82140，INSEE市镇编码为82061。

## 政治
费内罗勒所属的省级选区为凯尔西-鲁埃格县。

## 人口

1962-2008年间费内罗勒人口变化图示

费内罗勒于2022年1月1日时的人口数量为164人。